# Želivského (métro de Prague)
Želivského est une station de métro à Prague, en Tchéquie. Située sur la ligne A du métro de Prague entre Flora et Strašnická, elle est ouverte depuis le 19 décembre 1980.